# Polideportivo (programa de televisión)
Polideportivo es un programa de televisión uruguayo de género deportivo, emitido y producido por Teledoce.
La primera emisión de este programa fue estrenada en el año 1990 y estuvo en el aire hasta el año 2001. 
En 2020, diecinueve años después de su salida al aire, el programa comenzó a emitir con nuevos conductores y panelistas. 
El polideportivo es realizado en el mismo estudio donde se emite Telemundo.

## Programa

### Primera etapa (1990-2001)
El programa fue estrenado en el año 1990 con un equipo de periodistas deportivos integado por Alberto Kesman, Juan Gallardo, Alberto Sonsol, José Carlos Álvarez de Ron, entre otros. 
Fue uno de los programas más emblématicos y clásicos de la década, marcando «un antes y un después» en la televisión uruguaya.
En el año 2001 salió del aire.

### Segunda etapa (2020-presente)
En el año 2020, Teledoce decide retomar el programa. 
Su estreno finalmente llega el 2 de agosto de dicho año, bajo la conducción de Federico Buysán y Rodrigo Romano. Además cuenta con la participación de Alberto Kesman, Diego Jokas, Gerardo Pelusso, Nadia Fumeiro, Héctor "Puchi" García y Enzo Olivera desde Europa.